# Graiák

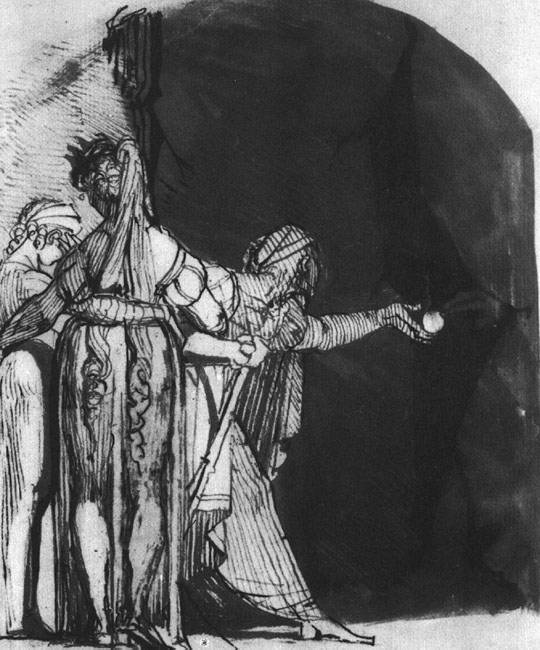
Fuseli alkotásán Perszeusz visszadobja a barlangba a Graiák szemét
.

A Graiák (görögül: Γραῖαι) három mitológiai nő.

## Történetük
Phorküsz és Kétó leányaiként, testvérei voltak Thoószának, Ladónnak és a Gorgóknak. Név szerint Paphrédó, Enüó és Deinó. Hattyúszerűek voltak, ősz hajjal és hármójuknak volt összesen egy szemük és egy pár foguk. Ezeket egymás között cserélgették. Perszeusz a Gorgókhoz (vagy a Sztüx nimfáihoz) menet látogatta meg őket és szemüket elcsenve kényszerítette őket arra, hogy elárulják a helyes irányt.

## Ókori ábrázolásuk
Általában Perszeusszal együtt ábrázolták őket.